# توماس هاردی
توماس هاردی (به انگلیسی: Thomas Hardy) (زاده ۲ ژوئن ۱۸۴۰ – مرگ ۱۱ ژانویه ۱۹۲۸) رمان‌نویس و شاعر جنبش طبیعت‌گرایی اهل انگلستان بود. آثار او معمولاً در جنبش طبیعت‌گرایی طبقه‌بندی می‌شوند، اما در چندین شعر او رگه‌هایی از ادبیات عصر روشنگری و رمانتیسیسم دیده می‌شود.
هاردی در ابتدا حرفه معماری را انتخاب کرد اما بعد، در دهه پنجم زندگیش به نوشتن و سرودن شعر روی آورد. او ده‌ها رمان و شعر نوشت و اشعارش همتراز رمانهایش مورد توجه و تقدیر دوستداران ادبیات قرار گرفت و تأثیر قابل توجهی بر شعر مدرن انگلیسی گذاشت. امروزه از او به عنوان یکی از شاعران و نویسندگان مطرح قرن بیستم یاد می‌شود.
هرچند توماس هاردی خود را بیشتر شاعری می‌دانست که برای منفعت مادی رمان می‌نویسد، اما او بیشتر برای رمانهایی که نوشته، شناخته شده‌است. از جمله آثار او که شهرت جهانی دارند تس و به دور از مردم شوریده هستند که بر اساس هر دوی آن‌ها فیلم ساخته شده‌است. ویژگی اصلی نوشته‌های هاردی توصیفات شاعرانه و جبرگرایی است و شخصیت‌های داستان‌هایش در برابر احساسات تند و شرایط اطراف خود به مبارزه می‌پردازند. محل اجرای بیشتر آثار هاردی شهرستان نیمه‌افسانه‌ای وسکس است.

## زندگی
توماس هاردی در حوالی دورچستر انگلستان به دنیا آمد. پدرش سنگتراش و مادرش زنی با مطالعه بود. توماس تا سن هشت سالگی یعنی زمانی که برای اولین بار به مدرسه رفت، نزد مادرش درس می‌خواند. پس از آن چند سالی در یک مدرسه محلی، لاتین آموخت. از آنجا که موقعیت اجتماعی خانواده هاردی به گونه‌ای نبود که ملزم به تحصیل در دانشگاه باشد، تحصیلات رسمی او در سن شانزده سالگی پایان یافت. پس از آن او نزد یک معمار محلی کارآموزی را آغاز کرد. توماس هاردی تا سال ۱۸۶۲ به عنوان یک معمار آموزش دید و پس از آن به لندن رفت و در کالج کینگ ثبت نام کرد. او موفق به دریافت جایزه‌ای از انستیتو سلطنتی معماران بریتانیا و انجمن معماری شد. توماس هاردی هیچگاه لندن را خانه خود ندانست. او در لندن به اختلاف طبقاتی و جایگاه اجتماعی اش واقف بود. پنج سال بعد هاردی در حالی که نگران سلامتش بود به دورست بازگشت و تصمیم گرفت زندگی‌اش را وقف نوشتن کند.
هاردی سال ۱۸۷۰ با همسر آینده‌اش «اما لاوینیا گیفورد» آشنا و به دام عشق او گرفتار شد. توماس و اما سال ۱۸۷۴ ازدواج کردند. مرگ اما در سال ۱۹۱۲ تأثیر عمیقی بر توماس هاردی گذاشت. پس از مرگ اما، توماس به کورنوال سفر کرد تا خاطرات پیشینش با همسر درگذشته اش را تجدید کند، اشعاری که هاردی در سال‌های ۱۹۱۲ و ۱۹۱۳ سرود متأثر از مرگ اماست. پس از آن در سال ۱۹۱۴ با فلورانس امیلی داگدل که ۳۹ سال از او جوانتر بود ازدواج کرد. در آن زمان او همچنان درگیر مرگ همسر نخستش بود و سعی می‌کرد با سرودن شعر بر این غم فایق آید.
هاردی دسامبر سال ۱۹۲۷ به ذات الجنب (آب آوردن ریه) مبتلا شد و در ژانویه سال ۱۹۲۸ درگذشت. در گواهی فوت، علت مرگ ایست قلبی و کهولت سن ذکر شد. تدفین توماس هاردی بحث‌انگیز بود، وصی او مایل بود پیکر هاردی در قطعه شاعران دفن شود ولی خواسته قلبی هاردی این بود که در کنار همسر نخست محبوبش بیارامد، در نهایت قلبش در کنار مزار همسرش در استینسفورد و خاکسترش در قطعه شاعران کلیسای وست مینیستر دفن شد. کمی بعد از مرگ هاردی، وصی اموال او نامه‌ها و دفترچه یادداشتش را سوزاند. تنها ۱۲ قطعه باقی‌ماند که یکی از آن‌ها شامل بریده روزنامه‌های سال‌های دهه ۱۸۲۰ میلادی است. تحقیقات بعدی نشان داد که هاردی چطور از این داستانها در آثارش استفاده می‌کرده‌است.
آثار هاردی مورد توجه و تحسین نویسندگان نسل بعد از او مانند ویرجینیا وولف و دی. اچ. لارنس قرار گرفت.

## رمان‌ها

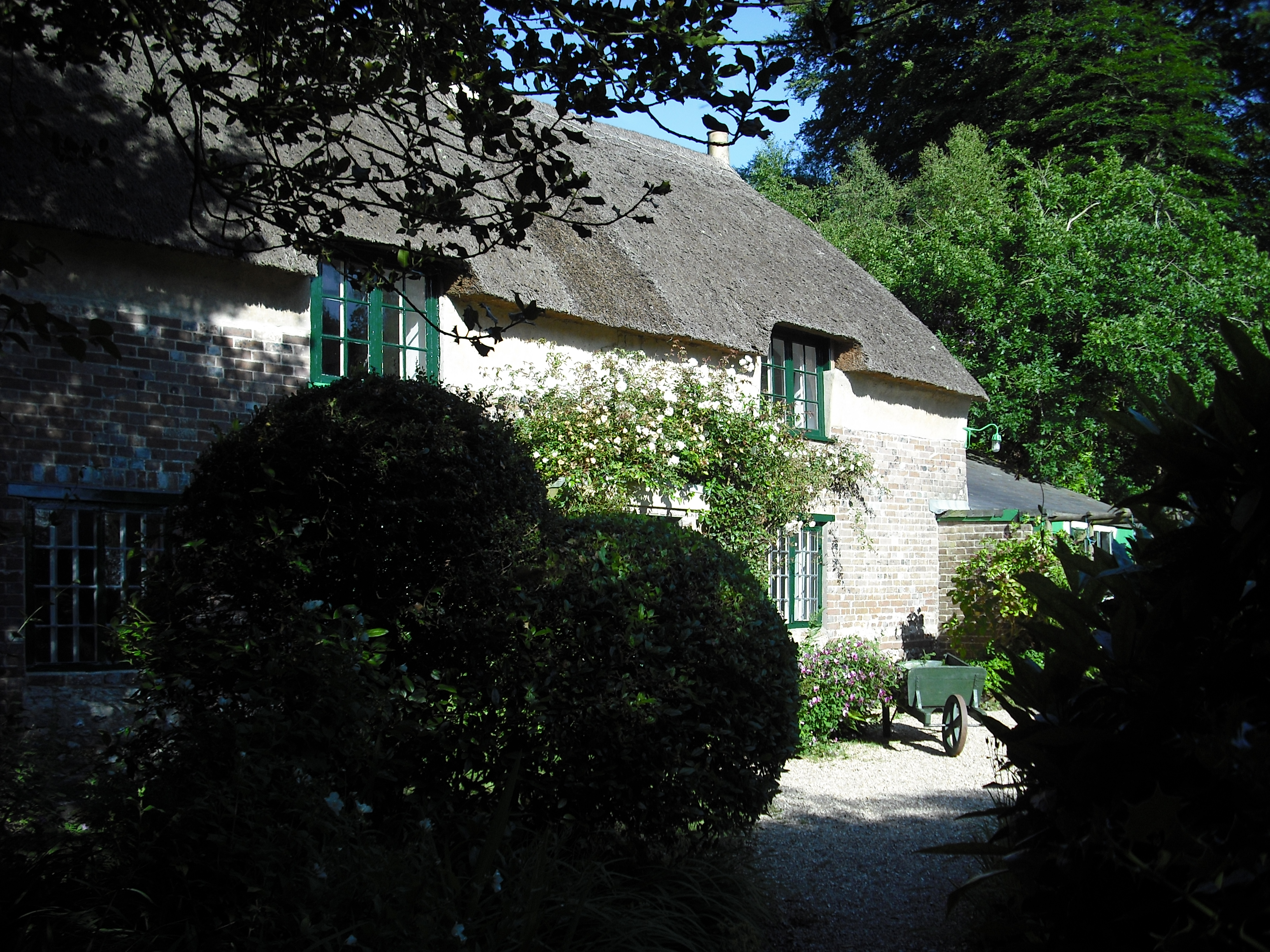
کلبه توماس هاردی، بوکهمپتون، دورست

اولین رمان هاردی بانو و مرد فقیر نام دارد که نوشتنش را در سال ۱۸۶۷ تمام کرد اما موفق به یافتن ناشری برای چاپ آن نشد. او دستنوشته‌هایش را نابود کرد، تنها بخشی از آن باقی‌مانده‌است. به تشویق جورج مردیت، دوست و مرشدش که خود نویسنده و شاعر بود به نوشتن ادامه داد و علاج‌های ناامیدانه را در سال ۱۸۷۱ و زیر درختان گرینوود را در سال ۱۸۷۲ به صورت ناشناس منتشر شد. در سال ۱۸۷۳ داستان یک جفت چشم آبی را با نام خودش منتشر کرد. رمان به دور از مردم شوریده که در سال ۱۸۷۴ منتشر شد و به حدی موفق بود که توانست پس از آن کار معماری را رها کند و به صورت تمام وقت به ادبیات بپردازد و در طی ۲۵ سال بعد از آن بیش از ده رمان بنویسد.

## شعر
هاردی نخستین جلد از سروده‌های‌اش را در سال ۱۸۹۸ منتشر کرد. اشعار «وسکس» مجموعه‌ای است از شعرهایی که وی طی ۳۰ سال سروده‌است. هرچند اشعارش در عصر خود به اندازهٔ رمانهایش مورد استقبال و توجه قرار نگرفت، اما امروزه از او به عنوان یکی از شاعران بزرگ قرن بیستم یاد می‌شود. اغلب شعرهای او، مثل «نواهای بی اثر» و «نیامده بر سر قرار (ملاقات نافرجام)» مضمون ناامیدی از عشق و زندگی و جدال دراز مدت انسان با نابرابری‌ها و آلام بشریت را دربردارد. برخی از اشعارش مانند «پرنده کور» از عشق به طبیعت می‌گوید و موضع محکم او را در برابر بی‌رحمی با حیوانات نشان می‌دهد.

## باورهای مذهبی
خانوادهٔ وی از اعضای نه چندان مذهبی و متعصب کلیسای اسقفی انگلستان بودند. از نظر باورهای مذهبی توماس هاردی مخلوطی از تجاهل‌گرا (آگنوستیک)، خداگرا و روح‌گرا بود.

## آثار
- - - بانو و مرد فقیر ۱۸۷۶
  - - داروهای ناامیدی ۱۸۷۱
  - - زیر درخت گرینوود ۱۸۷۲
  - - یک جفت چشم آبی ۱۸۷۳
  - - به دور از مردم شوریده ۱۸۷۴
  - - دست آتلبرتا ۱۸۷۶
  - - بازگشت بومی ۱۸۷۸
  - - استاد ترومپت (فرمانده شیپورچیان)، ۱۸۸۰
  - - یک لائودیسین ۱۸۸۱
  - - دونفر در یک برج ۱۸۸۲
  - - شهردار کاستربریج ۱۸۸۶
  - - ساکن بیشه زار ۱۸۸۷
  - - داستانهای وسکس (مجموعه داستانهای کوتاه) ۱۸۸۸
  - - تس از خانواده دوربرویل ۱۸۹۱
  - - گروه بانوان شرافتمند (مجموعه داستانهای کوتاه) ۱۸۹۱
  - - قضای روزگار (مجموعه داستانهای کوتاه) ۱۸۹۴
  - - جود گمنام (جود تاریک) ۱۸۹۵
  - - دلبند ۱۸۹۷
- مجموعه اشعار:
  - عکس ۱۸۹۰
  - اشعار وسکس ۱۸۹۸
  - شعرهایی از گذشته و آینده ۱۹۰۱
  - مردی که اوکشت ۱۹۰۲
  - مضحکه زمان و دیگر اشعار۱۹۰۹
  - صدا۱۹۱۲
  - طنز اتفاقات ۱۹۱۴
  - لحظه‌های بصیرت ۱۹۱۷
  - مجموعه اشعار ۱۹۱۹
  - سروده‌های اخیر و اولیه ۱۹۲۳
  - نمایشهای انسانی، خیالهای دوردست، آوازها و جزئیات ۱۹۲۵
  - کلام زمستانی در وزنها و قافیه‌های مختلف ۱۹۲۸
  - مجموعه کامل اشعار ۱۹۷۶